# サトノアーサー
サトノアーサー（欧字名:Satono Arthur、2014年3月1日 - ）は、日本の競走馬。主な勝ち鞍は2018年のエプソムカップ、2020年の関屋記念。
馬名の由来は冠名＋伝説上の王「アーサー」から。

## 経歴

### デビュー前
2014年3月1日、北海道安平町のノーザンファームで誕生した。翌年の2015年にセレクトセールに上場し、里見治によって1億9500万円（税抜）で落札された。また、里見が経営する会社であるセガサミーホールディングスの子会社セガ・インタラクティブの競馬メダルゲーム「STARHORSE3」のプレイヤーによる公募により馬名が「サトノアーサー」に決定された。

### 2歳（2016年）
2016年10月1日に阪神競馬場で行われた2歳新馬戦で川田将雅を鞍上にデビュー。レース中盤までは中団に控えていたが、最後の直線で先に抜け出した3番人気のスズカフロンティアを外から徐々に追い上げていき、並んだところでゴール。写真判定の末、同着となった。続く12月4日のシクラメン賞 (500万下) では、2着に2馬身と1/2馬身差で勝利を挙げ、デビューから2連勝で2歳を終えた。

### 3歳（2017年）
3歳初戦は、きさらぎ賞に出走。不得意な渋った馬場の影響もあり、アメリカズカップの2着に敗れた。
次走は、3歳クラシック一冠目である皐月賞への出走を見据え毎日杯に出走。単勝1.2倍という人気に推されながらも、サトノアーサーと同厩舎のアルアインを捕えきれずまたしても2着に敗れた。毎日杯で敗れたことを受け陣営は皐月賞の回避を決断、日本ダービーの出走を決めた。本番の日本ダービーでは重賞未勝利ながらこれまでのパフォーマンスが評価され5番人気に推される、しかし後方から伸び切れず10着に大敗した。秋は神戸新聞杯から始動するもののダービー馬のレイデオロを捉えきれず、またこの時上がり馬として頭角を現していたキセキに続く3着に敗れた。本番の菊花賞では史上類を見ない不良馬場に苦戦し11着と惨敗。クラシック戦線ではいいところなしであった。その後は立て直し12月に行われるマイルのオープン戦であるリゲルステークスに出走、初のマイル戦ながら1番人気に推され、中団から末脚を伸ばすも抜け出したレッドアンシェルに逃げ切られ2着と惜敗した。

### 4歳（2018年）
2月の洛陽ステークスから始動。これまで全戦で手綱をとっていた川田騎手の手から離れライアン・ムーアとの初コンビながら鋭い末脚を伸ばし快勝。続く5月のメイステークスでも後方から脚を伸ばすも3着に惜敗。しかし戸崎圭太騎手との新コンビで望んだエプソムカップでは重馬場をものともせず、外から伸びてきたハクサンルドルフを抑え初重賞制覇を果たした。なお2着に負かしたハクサンルドルフに騎乗していたのはかつての主戦騎手であった川田騎手であった。その後は秋まで休養を挟み毎日王冠で始動。2番人気に推されるもののいつもの末脚を披露することができず6着に敗れた。
次走はリゲルステークスへの出走が予定されていたが、捻挫をし、靭帯を痛めたため出走回避。長期休養を余儀なくされた。

### 5歳（2019年）
復帰戦はリステッド競走のポートアイランドステークスに出走。条件戦を3連勝中のロードマイウェイに次ぐ2番人気に推されると直線途中まで脚を貯めて鞍上松山弘平の合図で伸びを見せる。ゴールは先に抜け出したロードマイウェイに僅かに及ばなかったものの、2着に健闘した。年内最終戦のキャピタルステークスも2番人気に推されたが6着に敗れた。

### 6歳（2020年）
初戦の東京新聞杯(GIII)は3番人気の4着。その後はリステッド競走を連戦し、大阪城ステークスから都大路ステークスまで3連続1番人気に推されたが、3, 2, 3着と惜敗が続いた。2度目の制覇を狙ったエプソムカップ (GIII) でも1番人気に推されたが、不良馬場が響き6着に敗れた。
夏の新潟競馬場で行われた関屋記念 (GIII) では混戦模様の中、4番人気の支持を受けた。レースではスタートで出遅れてしまい後方2番手からの競馬となったが、直線半ばまで追い出しを我慢。追い出し始めるとメンバー最速の上がり33秒7の末脚を発揮し、逃げるトロワゼトワルを差し切り1着でゴール。18年エプソムカップ以来2年2カ月振りの勝利となる重賞タイトル2つ目を手にした。
次走、GIIに昇格した富士ステークスは1番人気に支持されたが、後方から競馬をするが末脚を発揮できず9着に沈んだ。

### 7歳（2021年）
京都競馬場改修工事により、中京競馬場で行われた京都金杯はトップハンデの57.5 kgを背負い、12着と大敗。その後の東京新聞杯も8着に敗れる。その後は半年の休養に入り、連覇を狙った関屋記念で復帰し11着、久々の2000m戦に出走した新潟記念は7着、初のダート戦となった武蔵野ステークスは16着に敗れる。

### 8歳（2022年）
初戦の小倉大賞典は10着に終わる。4月24日のマイラーズカップ9着を最後に現役を引退、4月27日付で競走馬登録を抹消された。引退後は乗馬となる。

## 競走成績
以下の内容は、netkeiba.comの情報に基づく。
| 競走日     | 競馬場 | 競走名            | 格      | 距離（馬場）  | 頭 数 | 枠 番 | 馬 番 | オッズ （人気） | 着順 | タイム （上がり3F） | 着差 | 騎手          | 斤量 [kg] | 1着馬（2着馬）         | 馬体重 [kg] |
| ---------- | ------ | ----------------- | ------- | ------------- | ----- | ----- | ----- | --------------- | ---- | ------------------- | ---- | ------------- | --------- | ---------------------- | ----------- |
| 2016.10.01 | 阪神   | 2歳新馬           |         | 芝2000m（稍） | 11    | 7     | 9     | 001.10（1人）   | 01着 | R2:04.8（35.3）     | -0.0 | 0川田将雅     | 55        | （スズカフロンティア） | 464         |
| 0000.12.04 | 阪神   | シクラメン賞      | 500万下 | 芝1800m（良） | 9     | 5     | 5     | 001.60（1人）   | 01着 | R1:50.8（32.7）     | -0.6 | 0川田将雅     | 55        | （シゲルボブキャット） | 468         |
| 2017.02.05 | 京都   | きさらぎ賞        | GIII    | 芝1800m（重） | 8     | 1     | 1     | 001.40（1人）   | 02着 | R1:50:4（36.0）     | -0.3 | 0川田将雅     | 56        | アメリカズカップ       | 474         |
| 0000.03.25 | 阪神   | 毎日杯            | GIII    | 芝1800m（良） | 8     | 1     | 1     | 001.20（1人）   | 02着 | R1:46.6（33.3）     | -0.1 | 0川田将雅     | 56        | アルアイン             | 472         |
| 0000.05.28 | 東京   | 東京優駿          | GI      | 芝2400m（良） | 18    | 3     | 6     | 008.00（5人）   | 10着 | R2:27.6（33.4）     | -0.7 | 0川田将雅     | 57        | レイデオロ             | 466         |
| 0000.09.24 | 阪神   | 神戸新聞杯        | GII     | 芝2400m（良） | 14    | 2     | 2     | 006.90（3人）   | 03着 | R2:25.1（34.4）     | -0.5 | 0川田将雅     | 56        | レイデオロ             | 480         |
| 0000.10.22 | 京都   | 菊花賞            | GI      | 芝3000m（不） | 18    | 4     | 8     | 014.00（5人）   | 11着 | R3:20.9（41.4）     | -2.0 | 0川田将雅     | 57        | キセキ                 | 482         |
| 0000.12.09 | 阪神   | リゲルS           | OP      | 芝1600m（良） | 13    | 6     | 8     | 002.80（1人）   | 02着 | R1:33:4（33.7）     | -0.2 | 0川田将雅     | 55        | レッドアンシェル       | 486         |
| 2018.02.10 | 京都   | 洛陽S             | OP      | 芝1600m（稍） | 12    | 3     | 3     | 003.20（1人）   | 01着 | R1:36:2（36.6）     | -0.0 | 0R.ムーア     | 56        | （グァンチャーレ）     | 490         |
| 0000.05.19 | 東京   | メイS             | OP      | 芝1800m（良） | 15    | 5     | 9     | 003.10（2人）   | 03着 | R1:45:8（34.1）     | -0.2 | 0H.ボウマン   | 57        | ダイワキャグニー       | 480         |
| 0000.06.10 | 東京   | エプソムC         | GIII    | 芝1800m（重） | 16    | 8     | 16    | 005.60（2人）   | 01着 | R1:47:4（35.2）     | -0.1 | 0戸崎圭太     | 56        | （ハクサンルドルフ）   | 480         |
| 0000.10.07 | 東京   | 毎日王冠          | GII     | 芝1800m（良） | 13    | 4     | 4     | 004.70（2人）   | 06着 | R1:45:1（33.6）     | -0.6 | 0戸崎圭太     | 56        | アエロリット           | 484         |
| 2019.09.29 | 阪神   | ポートアイランドS | L       | 芝1600m（良） | 15    | 6     | 10    | 003.50（2人）   | 02着 | R1:32:7（34.4）     | -0.0 | 0松山弘平     | 57        | ロードマイウェイ       | 482         |
| 0000.11.23 | 東京   | キャピタルS       | L       | 芝1600m（不） | 17    | 5     | 10    | 003.40（2人）   | 06着 | R1:36:4（35.9）     | -0.6 | 0C.ルメール   | 56        | ドーヴァー             | 484         |
| 2020.02.09 | 東京   | 東京新聞杯        | GIII    | 芝1600m（良） | 16    | 3     | 5     | 007.70（3人）   | 04着 | R1:33:2（34.0）     | -0.2 | 0田辺裕信     | 56        | プリモシーン           | 494         |
| 0000.03.08 | 阪神   | 大阪城S           | L       | 芝1800m（稍） | 16    | 7     | 14    | 004.10（1人）   | 03着 | R1:47:2（35.2）     | -0.3 | 0A.シュタルケ | 57        | レッドガラン           | 500         |
| 0000.03.29 | 阪神   | 六甲S             | L       | 芝1600m（稍） | 13    | 7     | 10    | 003.10（1人）   | 02着 | R1:34:1（35.0）     | -0.0 | 0坂井瑠星     | 57        | ウーリリ               | 492         |
| 0000.05.16 | 京都   | 都大路S           | L       | 芝1800m（重） | 14    | 5     | 8     | 002.90（1人）   | 03着 | R1:48:3（35.2）     | -0.1 | 0坂井瑠星     | 57        | ベステンダンク         | 486         |
| 0000.06.14 | 東京   | エプソムC         | GIII    | 芝1800m（不） | 18    | 2     | 4     | 004.00（1人）   | 06着 | R1:48:0（35.8）     | -0.3 | 0D.レーン     | 56        | ダイワキャグニー       | 482         |
| 0000.08.16 | 新潟   | 関屋記念          | GIII    | 芝1600m（良） | 18    | 8     | 17    | 007.50（4人）   | 01着 | R1:33.1（33.7）     | -0.2 | 0戸崎圭太     | 56        | （トロワゼトワル）     | 484         |
| 0000.10.24 | 東京   | 富士S             | GII     | 芝1600m（良） | 12    | 4     | 4     | 005.00（1人）   | 09着 | R1:34.3（35.4）     | -0.9 | 0戸崎圭太     | 56        | ヴァンドギャルド       | 480         |
| 2021.01.05 | 中京   | 京都金杯          | GIII    | 芝1600m（良） | 16    | 8     | 15    | 025.70（8人）   | 12着 | R1:34.1（34.6）     | -1.0 | 0坂井瑠星     | 57.5      | ケイデンスコール       | 500         |
| 0000.02.07 | 東京   | 東京新聞杯        | GIII    | 芝1600m（良） | 16    | 5     | 9     | 032.9（11人）   | 08着 | R1:33.0（33.5）     | -0.6 | 0坂井瑠星     | 57        | カラテ                 | 482         |
| 0000.08.15 | 新潟   | 関屋記念          | GIII    | 芝1600m（良） | 17    | 6     | 12    | 025.30（8人）   | 11着 | R1:33.4（33.9）     | -0.7 | 0戸崎圭太     | 57        | ロータスランド         | 492         |
| 0000.09.05 | 新潟   | 新潟記念          | GIII    | 芝2000m（良） | 17    | 1     | 1     | 048.2（13人）   | 07着 | R1:58.9（34.3）     | -0.5 | 0石川裕紀人   | 57        | マイネルファンロン     | 490         |
| 0000.11.13 | 東京   | 武蔵野S           | GIII    | ダ1600m（稍） | 16    | 7     | 13    | 058.2（14人）   | 16着 | R1:37.7（38.1）     | -2.7 | 0岩田望来     | 56        | ソリストサンダー       | 480         |
| 2022.02.20 | 小倉   | 小倉大賞典        | GIII    | 芝1800m（稍） | 16    | 7     | 13    | 045.0（12人）   | 10着 | R1:50.1（36.3）     | -0.9 | 0荻野極       | 57        | アリーヴォ             | 494         |
| 0000.04.24 | 阪神   | マイラーズC       | GII     | 芝1600m（稍） | 15    | 5     | 8     | 112.8（13人）   | 09着 | R1:34.3（35.7）     | -1.0 | 0和田竜二     | 56        | ソウルラッシュ         | 494         |

## 血統表
| サトノアーサーの血統                       | サトノアーサーの血統                                   | サトノアーサーの血統                             | （血統表の出典）                                 | （血統表の出典）           |
| 父系                                       | サンデーサイレンス系                                   | サンデーサイレンス系                             | サンデーサイレンス系                             | [ § 2 ]                    |
| 父 ディープインパクト 2002 鹿毛            | 父の父*サンデーサイレンス Sunday Silence 1986 青鹿毛   | Halo 1969 黒鹿毛                                 | Hail to Reason 1958 黒鹿毛                       | Hail to Reason 1958 黒鹿毛 |
| 父 ディープインパクト 2002 鹿毛            | 父の父*サンデーサイレンス Sunday Silence 1986 青鹿毛   | Halo 1969 黒鹿毛                                 | Cosmah 1953 鹿毛                                 |                            |
| 父 ディープインパクト 2002 鹿毛            | 父の父*サンデーサイレンス Sunday Silence 1986 青鹿毛   | Wishing Well 1975 鹿毛                           | Understanding 1963 栗毛                          | Understanding 1963 栗毛    |
| 父 ディープインパクト 2002 鹿毛            | 父の父*サンデーサイレンス Sunday Silence 1986 青鹿毛   | Wishing Well 1975 鹿毛                           | Mountain Flower 1964 鹿毛                        |                            |
| 父 ディープインパクト 2002 鹿毛            | 父の母*ウインドインハーヘア Wind in Her Hair 1991 鹿毛 | Alzao 1980 鹿毛                                  | Lyphard 1969 鹿毛                                | Lyphard 1969 鹿毛          |
| 父 ディープインパクト 2002 鹿毛            | 父の母*ウインドインハーヘア Wind in Her Hair 1991 鹿毛 | Alzao 1980 鹿毛                                  | Lady Rebecca 1971 鹿毛                           |                            |
| 父 ディープインパクト 2002 鹿毛            | 父の母*ウインドインハーヘア Wind in Her Hair 1991 鹿毛 | Burghclere 1977 鹿毛                             | Busted 1963 鹿毛                                 | Busted 1963 鹿毛           |
| 父 ディープインパクト 2002 鹿毛            | 父の母*ウインドインハーヘア Wind in Her Hair 1991 鹿毛 | Burghclere 1977 鹿毛                             | Highclere 1971 鹿毛                              |                            |
| 母 *キングスローズ King's Rose 2007 青鹿毛 | 母の父リダウツチョイス Redoute's Choice 1996 鹿毛      | デインヒル Danehill 1986 鹿毛                    | Danzig 1977 鹿毛                                 | Danzig 1977 鹿毛           |
| 母 *キングスローズ King's Rose 2007 青鹿毛 | 母の父リダウツチョイス Redoute's Choice 1996 鹿毛      | デインヒル Danehill 1986 鹿毛                    | Razyana 1981 鹿毛                                |                            |
| 母 *キングスローズ King's Rose 2007 青鹿毛 | 母の父リダウツチョイス Redoute's Choice 1996 鹿毛      | Shantha's Choice 1992 鹿毛                       | Canny Lad 1987 黒鹿毛                            | Canny Lad 1987 黒鹿毛      |
| 母 *キングスローズ King's Rose 2007 青鹿毛 | 母の父リダウツチョイス Redoute's Choice 1996 鹿毛      | Shantha's Choice 1992 鹿毛                       | Dancing Show 1983 鹿毛                           |                            |
| 母 *キングスローズ King's Rose 2007 青鹿毛 | 母の母Nureyev's Girl 2000 鹿毛                         | Nureyev 1977 鹿毛                                | Northern Dancer 1961 鹿毛                        | Northern Dancer 1961 鹿毛  |
| 母 *キングスローズ King's Rose 2007 青鹿毛 | 母の母Nureyev's Girl 2000 鹿毛                         | Nureyev 1977 鹿毛                                | Special 1969 鹿毛                                |                            |
| 母 *キングスローズ King's Rose 2007 青鹿毛 | 母の母Nureyev's Girl 2000 鹿毛                         | Lakab 1990 栗毛                                  | Manila 1983 鹿毛                                 | Manila 1983 鹿毛           |
| 母 *キングスローズ King's Rose 2007 青鹿毛 | 母の母Nureyev's Girl 2000 鹿毛                         | Lakab 1990 栗毛                                  | River Lullaby 1983 鹿毛                          |                            |
| 母系(F-No.)                                | 4号族(FN:4-m)                                          | 4号族(FN:4-m)                                    | 4号族(FN:4-m)                                    | [ § 3 ]                    |
| 5代内の近親交配                            | Lyphard4×5＝9.38％、Northern Dancer5×4×5＝12.50%       | Lyphard4×5＝9.38％、Northern Dancer5×4×5＝12.50% | Lyphard4×5＝9.38％、Northern Dancer5×4×5＝12.50% | [ § 4 ]                    |
| 出典                                       | 1. 2. 3. 4.                                            | 1. 2. 3. 4.                                      | 1. 2. 3. 4.                                      | 1. 2. 3. 4.                |

- 母キングスローズは、現役時代にニュージーランド1000ギニー (GI) などニュージーランドとオーストラリアで重賞を計6勝挙げている。